# Urrizola (Ulzama)
Urrizola es una localidad española del concejo de Urrizola-Galáin, perteneciente al municipio de Ulzama, en la Comunidad Foral de Navarra.

## Toponimia
El lugar puede aparecer referido como «Urrizola» y «Urritzola».

## Historia
Hacia mediados del siglo XIX, el lugar, ya por entonces perteneciente a Ulzama, tenía contabilizada una población de 125 habitantes. Aparece descrito en el decimoquinto volumen del Diccionario geográfico-estadístico-histórico de España y sus posesiones de Ultramar de Pascual Madoz con las siguientes palabras:

URRIZOLA, conocido vulgarmente por URRIZOLA GALAIN: l. del ayunt. y valle de Ulzama, en la prov. y c. g. de Navarra, part. jud., aud. terr. y dióc. de Pamplona (4 leg.): sit. en la falda del monte Arañoz; clima frio; reina el viento S. y se padecen pulmonías y afecciones del hígado. Tiene 24 casas, inclusa la municipal; escuela de primera educacion en union con 3 ó mas pueblos; igl. parr. de entrada (la Asuncion), servida por un abad de provision de los vec.; un cementerio contiguo á la misma; una ermita (Ntra. Sra. de Arañoz) sit. en el alto de su nombre y comun con el pueblo de Elso, y varias fuentes y pozos para surtido de los vec. y abrevadero de ganados. El térm. confina N. Orquin; E. Olaque; S. Guelbenzu, y O. Elso; hallándose en su jurid. el barrio de Galain; el monte Arañoz poblado destinados para pastos. El terreno es de mediana calidad, participa de secano y regadío, y le atraviesa un arroyo de N. á S. caminos: los locales, en mal estado: el correo se recibe de Pamplona por balijero. prod.: trigo, maiz, patatas, bellota y castaña; cria de ganado vacuno, caballar, lanar, cabrío y de cerda; caza de liebres, perdices y algunos corzos; pesca de anguilas. ind.: ademas de la agricultura y ganaderia hay un molino harinero. pobl.: 24 vec., 125 alm. riqueza: con el valle (V.).
(Madoz, 1849, p. 234)

En la actualidad, forma parte del concejo de Urrizola-Galáin.

## Patrimonio
Hay en el lugar una iglesia de la Asunción.